# Giovanni Pascutto
Giovanni Pascutto, pseudonimo di Giovanni Bongiorno (Pordenone, 1948), è un giornalista e scrittore italiano.

## Biografia
Fratello di Arrigo e Luigi Bongiorno, scrittori, si trasferì a Milano dal 1970. Collaboratore di giornali e case editrici, ha lavorato per la RAI dal 1986. Ha scritto diversi libri nei quali prevale "il tema del disadattamento e del disagio esistenziale".

## Opere principali
- Il milite ignoto, Marsilio, 1976
- La famiglia è sacra, Mondadori, 1977
- Nessuna pietà per Giuseppe, Mondadori, 1978
- Tre locali più servizi, Longanesi, 1980
- L'amico Friz, Mondadori, 1981
- Strana la vita, Mondadori, 1986
- I colori dell'acqua, Mondadori, 1990
- Veramente non mi chiamo Silvia, Marsilio, 1993

È autore di sceneggiature cinematografiche: Piccoli fuochi (Peter Del Monte, 1986), Bankomatt (Villi Hermann, 1988), Vogliamoci troppo bene (Francesco Salvi, 1989) Strana la vita (Giuseppe Bertolucci, 1990).

## Riconoscimenti
- Nel 1979 riceve il Premio Nazionale Letterario Pisa per la narrativa.[2]